# Titularbistum Inuca in Mauretania
Inuca in Mauretania war eine antike Stadt in der römischen Provinz Mauretania Caesariensis im heutigen nördlichen Algerien.
Inuca in Mauretania (ital.: Giunca di Mauritania) ist ein ehemaliges Bistum der römisch-katholischen Kirche und heute ein Titularbistum.
| Titularbischöfe von Inuca in Mauretania |                                                        |                                          |                    |                 |
| Nr.                                     | Name                                                   | Amt                                      | von                | bis             |
| 1                                       | Alquilio Álvarez Diez OAR                              | Prälat von Marajó (Brasilien)            | 13. Juni 1967      | 26. Mai 1978    |
| 2                                       | Sebelio Peralta Álvarez                                | Weihbischof in Villarrica (Paraguay)     | 5. März 1979       | 19. April 1990  |
| 3                                       | Darío de Jesús Monsalve Mejía                          | Weihbischof in Medellín (Kolumbien)      | 7. Oktober 1993    | 25. Juli 2001   |
| 4                                       | Luis Sáinz Hinojosa OFM Titularerzbischof pro hac vice | Weihbischof in Cochabamba (Bolivien)     | 12. September 2001 | 8. Oktober 2022 |
| 4                                       | Mykola Semenyschyn                                     | Weihbischof in Iwano-Frankiwsk (Ukraine) | 27. Oktober 2022   |                 |